# Tipos de sionismo

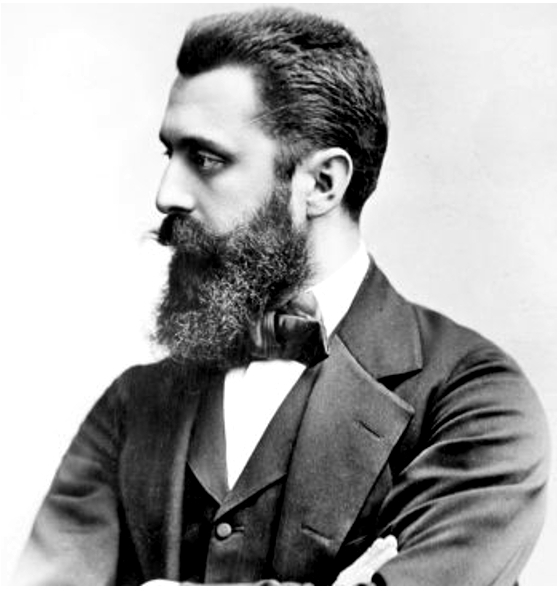
Theodor Herzl é considerado o fundador do movimento sionista. Em seu livro Der Judenstaat, de 1896, ele imaginou a fundação de um futuro estado judeu independente durante o século XX.

O sionismo foi produzido por vários filósofos que representam diferentes abordagens sobre o objetivo e o caminho que o sionismo deve seguir, dando origem a diferentes tipos de sionismo. A definição comum do sionismo era principalmente o apoio do povo judeu ao estabelecimento de um lar nacional para o povo judeu na Palestina. Além disso, defendia que o território deveria ser restabelecido como um estado judeu. Historicamente, o estabelecimento de um estado judeu tem sido entendido na corrente dominante sionista como o estabelecimento e a manutenção de uma maioria judaica.Um “consenso sionista” refere-se geralmente a um guarda-chuva ideológico tipicamente atribuído a dois fatores principais: uma história trágica partilhada (como o Holocausto) e a ameaça comum representada pelos inimigos vizinhos de Israel.

## Sionismo político
O sionismo político foi liderado por Theodor Herzl e Max Nordau. Essa abordagem da Organização Sionista foi adotada no Primeiro Congresso Sionista e buscou estabelecer para o povo judeu um lar garantido por lei na Palestina, o que, entre outros itens, incluiu a negociação de garantias governamentais das potências estabelecidas que controlavam a área. Nathan Birnbaum, um judeu de Viena, foi o fundador do sionismo político, mas desde que ele desertou de seu próprio movimento, Theodor Herzl se tornou conhecido como o líder do sionismo moderno. Em 1890, Birnbaum cunhou o termo "sionismo" e dois anos depois a expressão "sionismo político". Ele publicou um periódico intitulado Selbstemanzination ("Autoemancipação"), onde defendeu "a ideia de um renascimento judaico e o reassentamento da Palestina". Nessa ideia, Birnbaum foi mais influenciado por Leon Pinsker.

## Sionismo prático

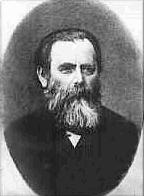
Leon Pinsker adotou o sionismo prático.

Conhecido em hebraico como Tzionut Ma'asit (em hebraico: ציונות מעשית), o sionismo prático foi liderado por Moshe Leib Lilienblum e Leon Pinsker e moldado pela organização Hovevei Zion. Essa abordagem defendia a existência da necessidade de se implementar, na prática, a imigração judaica para a Terra de Israel (aliá) e a colonização da terra, o quanto antes, mesmo sem garantias políticas.

Os Tzabarim não têm paciência para toda essa bobagem ideológica. Até a palavra "sionismo" se tornou um sinônimo para bobagem – "não fale sionismo!" com o sentido de "pare de proferir frases pomposas".

Uri Avnery, nascido em 1923, descrevendo a política dos ativistas da Palestina pré-Holocausto.

## Sionismo sintético
Abordagem liderada por Chaim Weizmann, Leo Motzkin e Nahum Sokolow, que defendia uma combinação das duas abordagens anteriores.

## Sionismo trabalhista

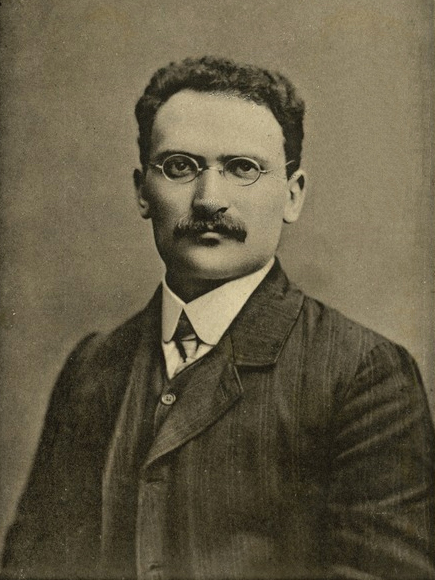
Dov Ber Borochov, um dos líderes do sionismo trabalhista

Sob influência do socialismo e liderados por Nachman Syrkin, Ber Borochov, Haim Arlosoroff e Berl Katznelson, os sionistas trabalhistas (ou sionistas socialistas) desejavam estabelecer uma sociedade agrícola não com base em uma sociedade capitalista burguesa, mas sim com base na igualdade econômica. Embora houvesse sionistas socialistas já no século XIX (como Moses Hess), o sionismo trabalhista se tornou um movimento de massa apenas no início do século XX. Sua principal forma organizacional era o movimento Poale Zion ("Trabalhadores de Sião"), que era filiado à Internacional Socialista e frequentemente fazia parte dos principais partidos socialistas nos diferentes países em que se organizava.
O sionismo trabalhista-socialista teve uma corrente marxista, que foi liderada por Borochov. Depois de 1917 (ano da morte de Borochov, e também ano da Revolução Russa e da Declaração de Balfour), o Poale Zion se dividiu entre uma esquerda que apoiou o bolchevismo (e depois a União Soviética) e uma direita social-democrata, que se tornou dominante na Palestina. Durante o governo otomano, o Poale Zion fundou a organização de guarda Hashomer para proteger os assentamentos do Yishuv e adotou a ideologia da "conquista do trabalho" (Kibbush Ha'avoda) e do "trabalho hebraico" (Avoda Ivrit). Também deu origem aos movimentos juvenis Hashomer Hatzair e Habonim Dror. Os sionistas trabalhistas fundaram o sindicato Histadrut. Os partidos sucessores Mapam, Mapai e Trabalhista foram sucessores do Poale Zion. Liderados por figuras como David Ben Gurion e Golda Meir, eles dominaram a política israelense até 1977.

## Sionismo liberal

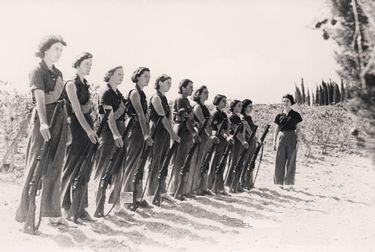
Kibutznikiyot (membros femininas do Kibutz) em Mishmar HaEmek, durante a Guerra Árabe-Israelense de 1948. O kibutz é o coração histórico do sionismo trabalhista.

O sionismo liberal (ou sionismo geral) foi inicialmente a tendência dominante dentro do movimento sionista, desde o Primeiro Congresso Sionista em 1897 até depois da Primeira Guerra Mundial. Os sionistas gerais se identificavam com a classe média liberal europeia à qual muitos líderes sionistas, como Herzl e Chaim Weizmann, aspiravam. Embora não esteja associado a nenhum partido na Israel atual, continua tendo uma forte tendência na política israelense, compreendendo a defesa dos princípios de livre mercado, democracia e de respeito aos direitos humanos. Seu braço político foi um dos ancestrais do moderno Likud. Kadima, o principal partido centrista durante os anos 2000 se separou do Likud e se identificou com muitas das políticas fundamentais da ideologia sionista liberal, defendendo, entre outras coisas, a necessidade de um estado palestino para formar uma sociedade mais democrática em Israel, afirmando o livre mercado e pedindo direitos iguais para os cidadãos árabes de Israel. O partido foi extinto posterioremente, mas em 2013, Ari Shavit sugeriu que o novo partido Yesh Atid (representando os interesses seculares da classe média) incorporava o êxito dos “novos sionistas gerais”.
Dror Zeigerman defende que as posições tradicionais dos sionistas gerais — "posições liberais baseadas na justiça social, na lei e na ordem, no pluralismo de ideias em questões de Estado e de religião, e na moderação e flexibilidade no domínio da política externa e da segurança" — ainda são favorecidas em círculos e correntes importantes dentro de outros partidos políticos ativos.
O filósofo Carlo Strenger descreve uma versão moderna do sionismo liberal, relacionada a sua visão de "Israel Nação do Conhecimento" e enraizada na ideologia original de Herzl e Ahad Ha'am, contrastando tanto com o nacionalismo romântico da direita quanto com o Netzah Yisrael dos ultraortodoxos. É marcada pela preocupação com os valores democráticos e com os direitos humanos, pela liberdade de criticar as políticas governamentais sem acusações de deslealdade e pela rejeição da influência religiosa excessiva na vida pública. "O sionismo liberal celebra os traços mais autênticos da tradição judaica: a vontade de debate incisivo; o espírito contrário de davka; a recusa em se curvar ao autoritarismo." Os sionistas liberais entendem que "a história judaica mostra que os judeus precisam e têm direito a um estado-nação próprio. Mas eles também pensam que este estado deve ser uma democracia liberal, o que significa que deve haver igualdade estrita perante a lei, independentemente da religião, etnia ou gênero."

## Sionismo revisionista

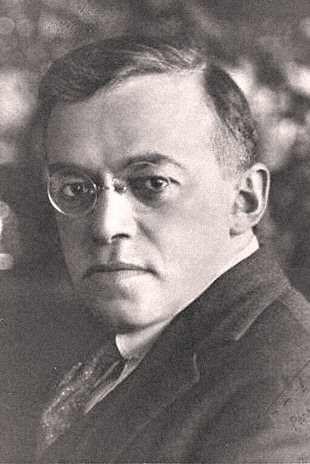
Ze'ev Jabotinsky, fundador do sionismo revisionista

O sionismo revisionista foi inicialmente liderado por Ze'ev Jabotinsky e posteriormente por seu sucessor Menachem Begin (que viria a ser primeiro-ministro de Israel), e buscou destacar os elementos românticos da nacionalidade judaica e da herança histórica do povo judeu na Terra de Israel como base constituinte para a ideia nacional sionista e para o estabelecimento do Estado judeu. Eles apoiavam o liberalismo, principalmente o liberalismo econômico, e se opunham ao sionismo trabalhista e ao estabelecimento de uma sociedade comunista na Terra de Israel. O sionismo revisionista se opôs à ideia de não-retaliação em relação à violência árabe e apoiou uma ação militar firme contra os árabes que atacaram a comunidade judaica na Mandato da Palestina. Devido a essa posição, uma facção da liderança revisionista se separou do movimento para estabelecer o grupo clandestino Irgun. Essa corrente também é categorizada como apoiadora da ideia de Grande Israel.

## Sionismo religioso
Liderado por Yitzchak Yaacov Reines, fundador do Mizrachi, e por Abraham Isaac Kook. O sionismo religioso sustentava que a nacionalidade judaica e o estabelecimento do Estado de Israel são um dever religioso derivado da Torá. Ao contrário de algumas partes da comunidade judaica não secular que alegavam que a redenção da Terra de Israel ocorreria somente após a vinda do Messias, que cumpriria essa aspiração, eles sustentavam que os atos humanos de redenção da Terra trariam o Messias, como afirmam em seu slogan: "A terra de Israel para o povo de Israel de acordo com a Torá de Israel" (em hebraico: ארץ ישראל לעם ישראל לפי תורת ישראל). Hoje, eles são comumente chamados de "nacionalistas religiosos" ou "colonos", e também são categorizados como apoiadores do conceito de Grande Israel.

## Sionismo cultural

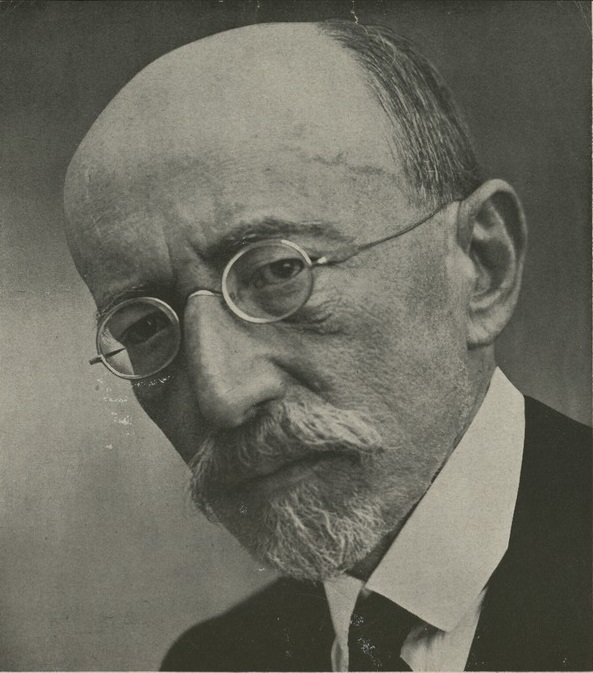
Ahad Ha'am (Asher Ginsberg)

Liderados por Ahad Ha'am (Asher Zvi Hirsch Ginsberg), os sionistas culturais opinavam que a realização do renascimento nacional do povo judeu deveria ser alcançada pela criação de um centro cultural na Terra de Israel e de um centro educacional para a diáspora judaica. Juntos, eles seriam um baluarte contra o perigo de assimilação que ameaçava a existência do povo judeu.

## Sionismo revolucionário
Liderado por Avraham Stern, Israel Eldad e Uri Zvi Greenberg. O sionismo revolucionário via o sionismo como uma luta revolucionária para reunir os exilados judeus da Diáspora, reviver a língua hebraica como vernáculo falado e restabelecer um reino judeu na Terra de Israel. Durante a década de 1940, muitos adeptos ingressaram no Lehi para promover guerrilhas contra a administração britânica em um esforço para acabar com o Mandato Britânico da Palestina e abrir caminho para a independência política judaica. Após o estabelecimento do Estado de Israel, figuras importantes desta corrente argumentaram que a criação do Estado de Israel nunca foi o objetivo do sionismo, mas sim uma ferramenta a ser usada para realizar o objetivo do sionismo, que eles chamavam de Malkhut Yisrael (o Reino de Israel). Os sionistas revolucionários são frequentemente incluídos erroneamente entre os sionistas revisionistas, mas diferem ideologicamente em diversas áreas. Enquanto os revisionistas eram, em sua maioria, nacionalistas seculares que esperavam alcançar um estado judeu que existisse como uma comunidade dentro do Império Britânico, os sionistas revolucionários defendiam uma forma de nacional-messianismo que aspirava a um vasto reino judeu com um Templo de Jerusalém reconstruído. O sionismo revolucionário geralmente adotava visões políticas anti-imperialistas e incluía entre seus adeptos nacionalistas de direita e de esquerda. Essa corrente também é categorizada como apoiadora da Grande Israel.

## Sionismo reformista
O sionismo reformista, também conhecido como sionismo progressista, é o ramo sionista do judaísmo reformista, uma denominação progressista do judaísmo. Ele busca tornar Israel fundamental para as vidas sagradas e para a identidade judaica dos judeus reformistas. Em Israel, o sionismo reformista é associado ao Movimento de Israel para o Judaísmo Progressista.